# Reserva Natural de Ülgase
A Reserva Natural de Ülgase é uma reserva natural localizada no condado de Harju, na Estónia.
A área da reserva natural é de 50 hectares.
A área protegida foi fundada em 1960 para proteger o penhasco e a floresta de carvalhos de Ülgase. Em 2006, a área protegida foi designada como área de conservação paisagística.